# تشاه تلخ ملا محمد (درونة)
تشاه تلخ ملا محمد (درونة) (بالفارسية: چاه تلخ ملامحمد) هي قرية تقع في إيران في قسم درونة الريفي.